# Puri (Angola)
Puri (auch Púri) ist eine Stadt und ein Landkreis in Angola.

## Verwaltung
Puri ist Sitz eines gleichnamigen Landkreises (Município) in der Provinz Uíge. Der Kreis umfasst eine Fläche von 1232 km² mit etwa 50.000 Einwohnern (Schätzung 2008). Die Volkszählung 2014 soll fortan gesicherte Bevölkerungsdaten liefern.
Der Kreis Puri besteht aus nur einer, gleichnamigen Gemeinde (Comuna).